# 许辰豪森
许辰豪森是德国莱茵兰-普法尔茨州的一个市镇。总面积18.03平方公里，总人口3800人，其中男性1847人，女性1953人（2011年12月31日），人口密度211人/平方公里。